# Place Stanislas
De Place Stanislas, plaatselijk bekend als place Stan, is het centrale plein van de Noord-Franse stad Nancy. Het meet 106 bij 124 meter en werd tussen 1752 en 1755 aangelegd. 
Het plein heette oorspronkelijk Place Royale, naar de Franse koning Lodewijk XV, van wie het standbeeld op het plein stond. Tijdens de Franse Revolutie heette het Place du Peuple en onder het keizerrijk Place Napoléon. In 1831 kreeg het zijn definitieve naam Place Stanislas, ter ere van Stanislaus Leszczyński, die de opdrachtgever was voor de aanleg van het plein. Leszczyński was voormalig koning van Polen en schoonvader van Lodewijk XV. Van deze laatste had hij de titel van hertog van Lorreinen ontvangen en het was vanuit die hoedanigheid dat hij de opdracht tot de aanleg gaf. Voor het ontwerp van het plein en van de gebouwen eromheen deed hij een beroep op de in Nancy geboren architect Emmanuel Héré (1705-1763), die er een evenwichtig classicistisch geheel van maakte. De eerste steen werd op 18 maart 1752 gelegd en op 26 november 1755 vond de feestelijke inwijding plaats.
Het plein ligt net buiten de wallen van de middeleeuwse stad (de Ville-Vieille), waarvan nog enkele restanten bewaard zijn, en vormt de verbinding met de nieuwe stad (Ville-Neuve), die vanaf 1588 buiten de wallen verrezen was. De zuidzijde wordt over de volledige lengte ingenomen door het monumentale stadhuis. Aan de beide korte zijden staan telkens twee gelijke gebouwen, gescheiden door een straat: aan de oostzijde het operagebouw en het Grand Hotel, gescheiden door de Rue Sainte-Catherine, aan de westzijde het Museum voor Schone Kunsten en het Pavillon Jacquet, gescheiden door de Rue Stanislas. Aan de noordkant staan twee lagere gebouwen; de straat tussen de beide leidt naar de Arc Héré (een triomfboog ter ere van Lodewijk XV, naar het model van de triomfboog van keizer Septimius Severus in Rome) en de Place de la Carrière daarachter. De vier hoeken van het plein, alsmede de toegangen tot de Rue Sainte-Catherine en de Rue Stanislas, worden afgesloten door kunstig gesmeed hekwerk, dat rijkelijk verguld is. Deze hekken zijn het werk van de smid en meester-slotenmaker Jean Lamour (1698-1771). Zij bezorgden Nancy de bijnaam van Ville aux Portes d'Or ("stad met de gouden poorten"). In de beide noordelijke hoeken staan fonteinen van Neptunus en Amphitrite, die werden ontworpen door Barthélémy Guibal.
In het midden van het plein staat sinds 1831 het standbeeld van Stanislaus Leszczyński. Het is het werk van de beeldhouwer en graveur Georges Jacquot (1794-1874) en verving het beeld van Lodewijk XV dat in 1792 tijdens de Franse Revolutie vernield werd. Op de sokkel staat gegraveerd: A Stanislas le Bienfaisant, la Lorraine reconnaissante.
De bestrating van de Place Stanislas werd in de loop der tijden meermaals gewijzigd, waardoor de oorspronkelijke aanleg in twee kleuren geheel verloren ging. Na de Tweede Wereldoorlog werd het plein meer en meer gebruikt als parkeerterrein: er was plaats voor zo'n zeshonderd auto's. In 1983 werd een parkeerverbod ingevoerd. In de aanloop naar de herdenking van het 250-jarige bestaan van het plein in 2005 werd het volledig heraangelegd, waarbij de originele vormgeving van architect Héré - lichte bestrating met donkere banden - in ere hersteld werd. Ook de gevels van alle gebouwen rondom kregen een opknapbeurt. Het plein werd volledig verkeersvrij en vormt als voetgangersgebied één geheel met de Place de la Carrière en de Place d'Alliance. De drie pleinen staan samen op de werelderfgoedlijst. Bij de erkenning als werelderfgoed werd het ensemble als volgt beschreven: "De drie pleinen vertegenwoordigen een unieke artistieke prestatie, een meesterwerk van de creatieve geest. (...) Gebouwd tussen 1752 en 1756 door een briljant team onder leiding van architect Héré".

## Afbeeldingen

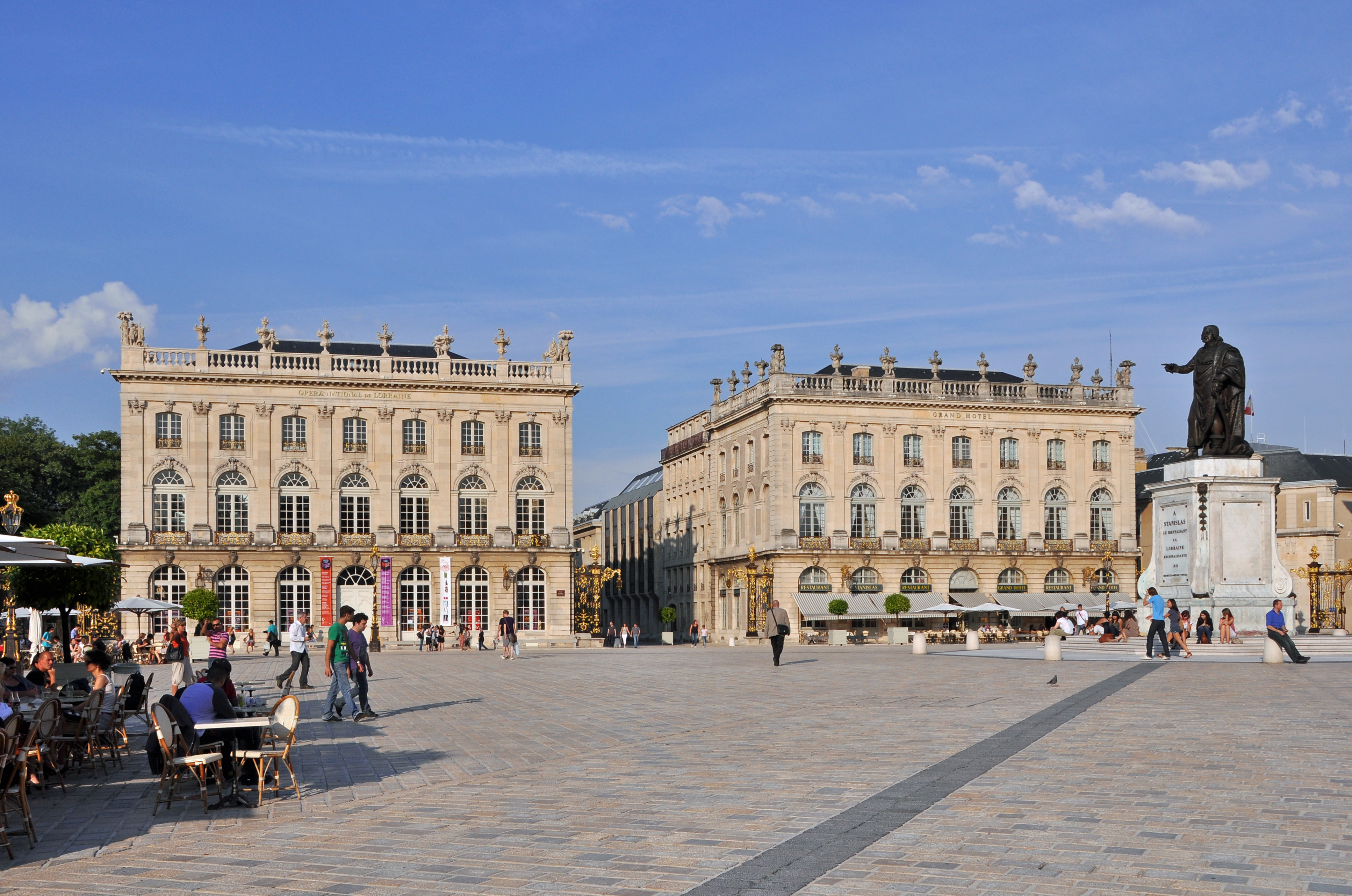
De oostzijde met het operagebouw en het Grand Hotel
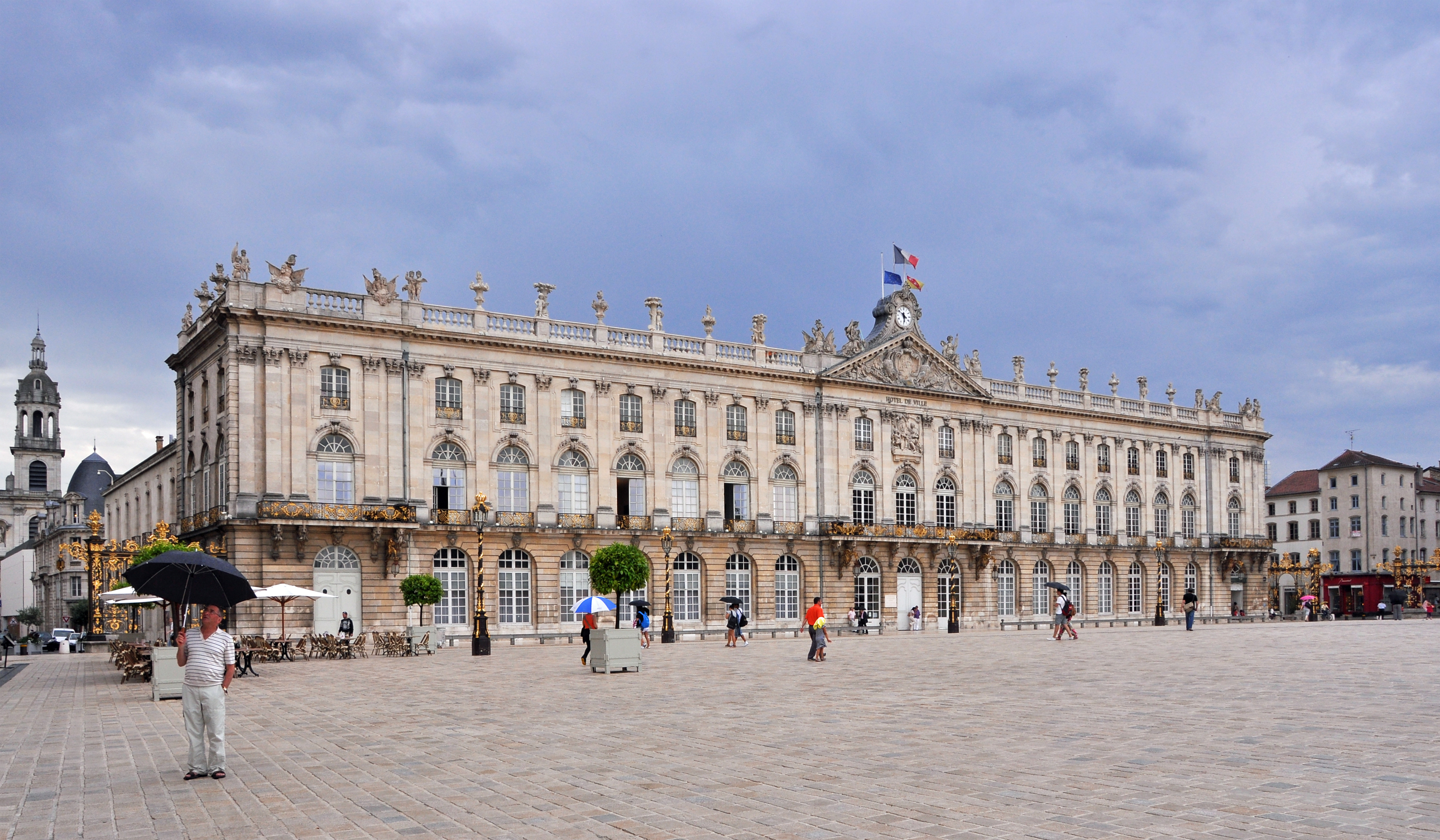
Het stadhuis aan de zuidzijde
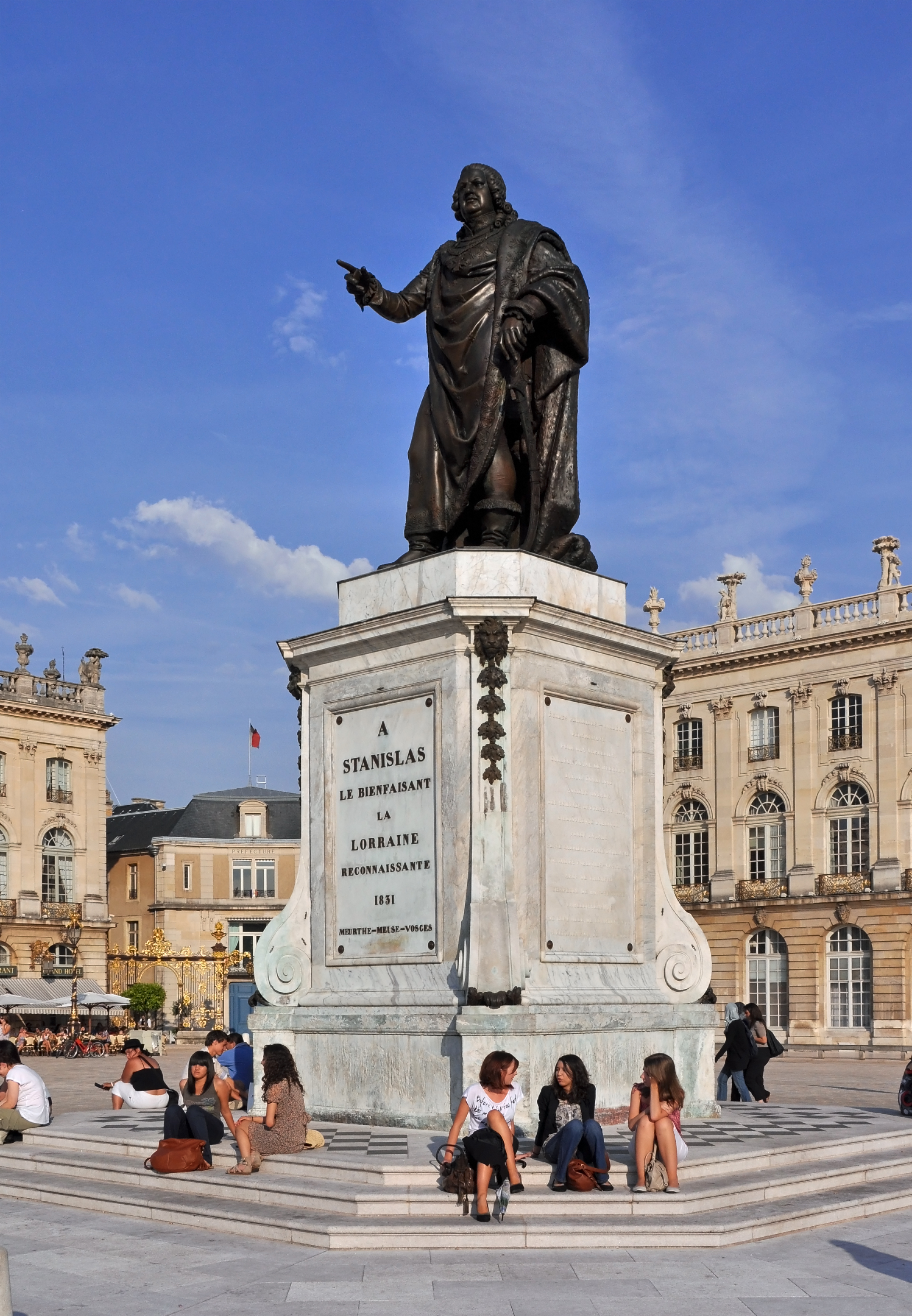
Standbeeld van Stanislaus Leszczyński
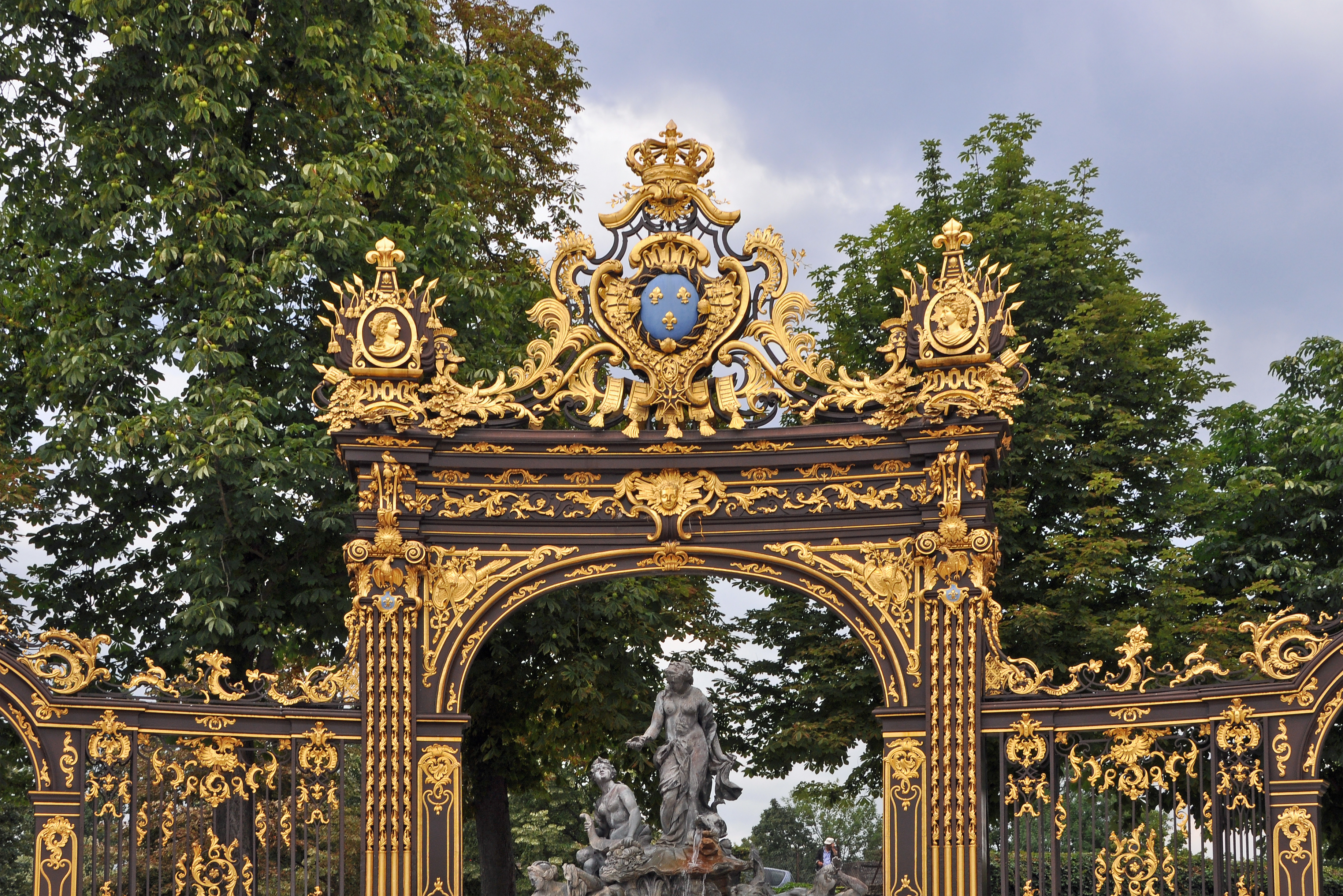
Hekwerk in kunstig smeedwerk
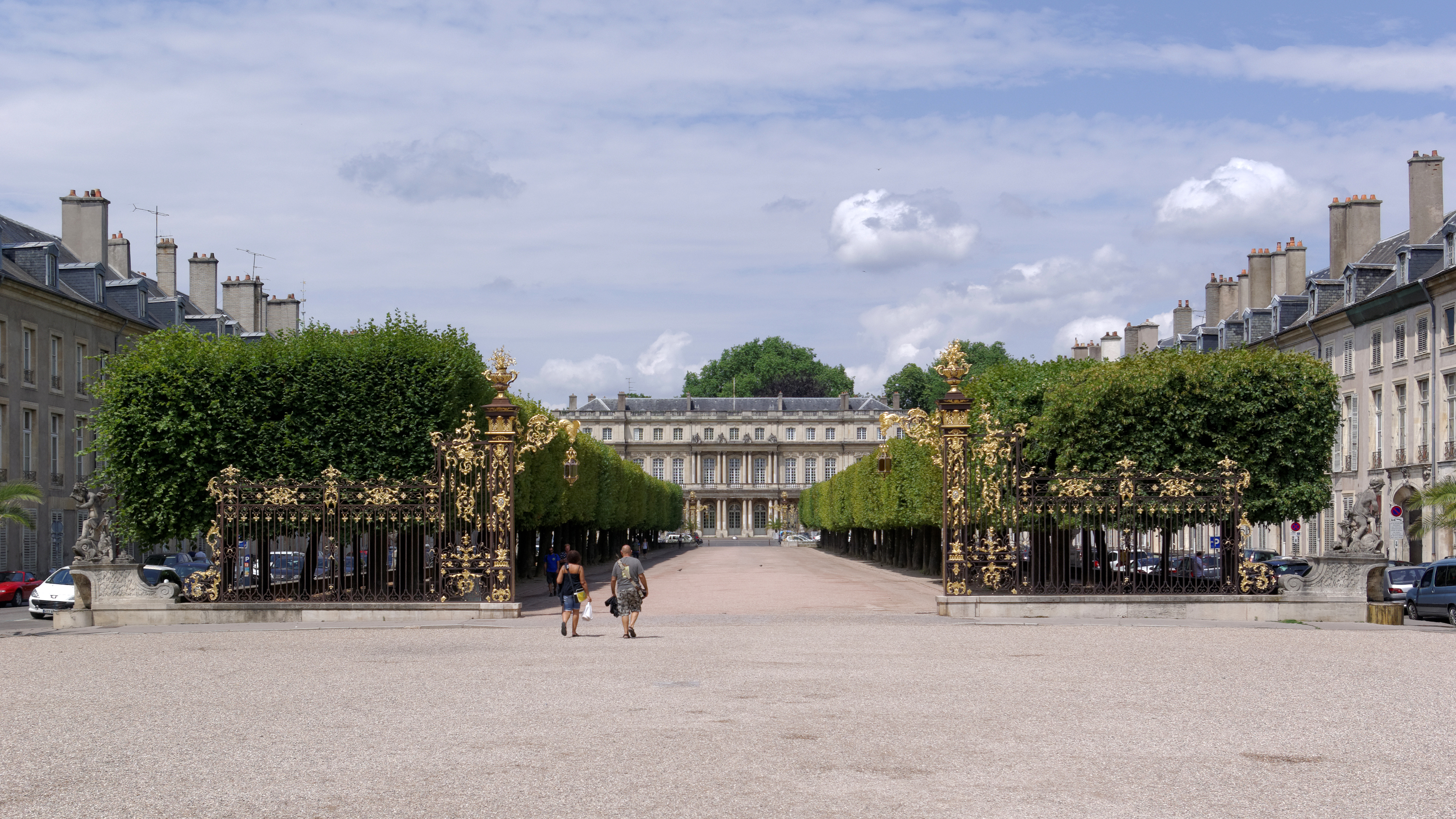
De Place de la Carrière
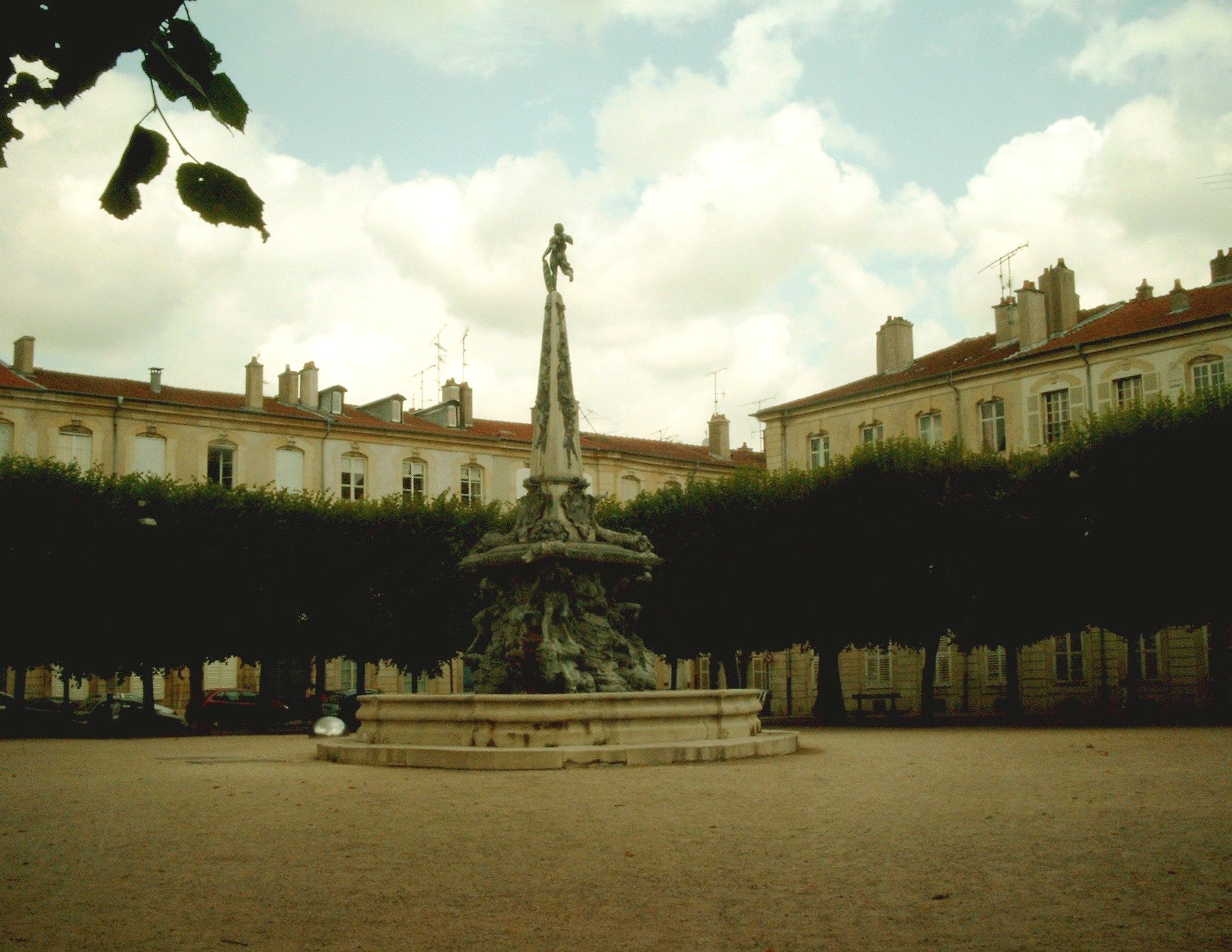
De Place d'Alliance
West-, noord- en oostzijde

- Gemeinsame Normdatei: 4627173-9
- Virtual International Authority File: 247390492

Mont-Saint-Michel en baai · Kathedraal van Chartres · Paleis en park van Versailles · Basiliek van Vézelay op de colline éternelle · Prehistorische locaties en beschilderde grotten in de Vézèrevallei · Paleis en park van Fontainebleau · Kathedraal van Amiens · Romeins theater en omgeving en de triomfboog van Orange · Arles, Romeinse en romaanse monumenten · Cisterciënzer Abdij van Fontenay · Zoutziederij Salins-les-Bains en Koninklijke zoutziederij Arc-et Senans · Place Stanislas, Place de la Carrière en Place d'Alliance in Nancy · Abdijkerk van Saint-Savin-sur-Gartempe · Golf van Porto: Calanches de Piana, Golf van Girolata, Natuurreservaat Scandola · Pont du Gard · Straatsburg: Grande-Île · Parijs: oevers van de Seine · Kathedraal Notre Dame, Abdij van Saint-Remi en Paleis van Tau in Reims · Kathedraal van Bourges · Historisch centrum van Avignon · Canal du Midi · Historische vestingstad Carcassonne · Nationaal park Pyrénées-Mont Perdu · Pelgrimsroutes in Frankrijk naar Santiago de Compostella · Historisch Lyon · Rechtsgebied van Saint-Émilion · Loiredal tussen Sully-sur-Loire en Chalonnes-sur-Loire · Provins, stad van middeleeuwse jaarmarkten · Le Havre, stad herbouwd door Auguste Perret · Belforten in België en Frankrijk · Bordeaux, Port de la Lune · Vestingwerken van Vauban · Lagunes van Nieuw-Caledonië: rifdiversiteit en ecosystemen · Bisschopsstad Albi · Pitons, cirques en "remparts" van het eiland Réunion · De Causses en de Cevennen, mediterraan agropastoraal cultuurlandschap · Prehistorische paalwoningen in de Alpen · Steenkoolbekken van Nord-Pas-de-Calais · Beschilderde grot van de Pont d'Arc, bekend als de Grotte Chauvet-Pont-d’Arc, Ardèche · De climats van de wijnstreek Bourgogne · Heuvels, huizen en wijnkelders van Champagne · Architecturaal werk van Le Corbusier · Taputapuātea · Tektonisch landschap Chaîne des Puys en Limagnebreuklijn · Franse Zuidelijke Gebieden en Zeeën · Historische kuuroorden van Europa (Vichy) · Vuurtoren van Cordouan · Nice, winterbadplaats aan de Rivièra  · Oude en voorhistorische beukenbossen van de Karpaten en andere regio's van Europa ·  Te Henua Enata - De Markiezeneilanden